# Partido Socialista Polonês
O Partido Socialista Polonês (em polonês: Polska Partia Socjalistyczna, PPS) foi um dos mais importantes partidos políticos de esquerda desde a sua criação em 1892 até 1948. Ele foi re-estabelecido em 1987 e continua ativo. 
Józef Piłsudski, fundador da Segunda República Polonesa, foi membro e mais tarde líder do PPS no início do século XX.   

## Pessoas notáveis que eram membros ou estavam associados com PPS

### Presidentes e cabeças de estado
- Józef Piłsudski (Membro formador em tempo de cargo)
- Stanisław Wojciechowski (Membro formador)
- Ignacy Mościcki (Membro formador)
- Stanisław Ostrowski
- Franciszek Trąbalski

### Primeiros Ministros
- Ignacy Daszyński
- Jędrzej Moraczewski
- Janusz Jędrzejewicz (Membro formador)
- Walery Sławek (Membro formador)
- Tomasz Arciszewski
- Tadeusz Tomaszewski
- Antoni Pająk
- Alfred Urbański
- Edward Osóbka-Morawski (Tornou-se mais tarde um comunista)
- Józef Cyrankiewicz (Tornou-se mais tarde um comunista)

### Outras pessoas
- Jan Józef Lipski
- Bolesław Limanowski
- Adam Ciołkosz
- Lidia Ciołkosz
- Jerzy Czeszejko-Sochacki (Tornou-se mais tarde um comunista)
- Norbert Barlicki
- Jan Kwapiński
- Herman Lieberman
- Stanisław Mendelson
- Stanisław Dubois
- Jan Mulak
- Mieczysław Niedziałkowski
- Antoni Pajdak
- Feliks Perl
- Kazimierz Pużak
- Kazimierz Sosnowski